# Schistoneurus impressus
Schistoneurus impressus är en tvåvingeart som beskrevs av Boris Mamaev 1964. Schistoneurus impressus ingår i släktet Schistoneurus och familjen gallmyggor. Inga underarter finns listade i Catalogue of Life.